# Arnold Steinmann-Bucher
Arnold Steinmann-Bucher (* 8. Januar 1849 in St. Gallen, Schweiz; † 12. März 1942 in Berlin-Grunewald), wohnhaft ab 1882 im Deutschen Reich, war ein deutschsprachiger Wirtschaftswissenschaftler, Autor und Publizist. 1934 erschien seine letzte Publikation.

## Chefredakteur dreier aufeinander folgenden Periodika
Steinmann-Bucher übernahm 1886 die Deutsche Consulats-Zeitung, die er in ihrer Konzeption modernisierte und ab 1887 in Die Industrie. Zeitschrift für die Interessen der deutschen Industrie und des Ausfuhrhandels umbenannte. Weitere Änderungen unter Steinmanns Leitung erfolgten 1897, als jene Publikation (bis Anfang August 1914) unter Deutsche Industrie-Zeitung. Organ des Centralverbandes Deutscher Industrieller zur Beförderung und Wahrung Nationaler Arbeit firmierte, also zur Verbandszeitschrift wurde. Die Nachfolgepublikation der Industrie-Zeitung von Mitte August 1914 bis März 1920 hieß Mitteilungen des Kriegsausschusses der Deutschen Industrie.

## Wirtschaftspolitisches Engagement
Steinmann-Bucher trat engagiert für die nach der Reichsgründung von 1871 verstärkt aufgekommenen Wirtschaftskartelle ein. Zusammen mit Friedrich Kleinwächter, dem Begründer der Kartelltheorie von 1883, war Steinmann-Bucher der wichtigste frühe Kartellschriftsteller. „Die Kartelle bedurften neben der Sanktion des Gelehrten dringend der praktischen Tätigkeit eines Publizisten […]. Nach dem Systematiker [= Kleinwächter] kommt jetzt der Tagesschriftsteller (Journalist).“
Steinmann-Bucher berichtete seit den späten 1880er Jahren in der Industriezeitung über den jeweiligen Stand des industriellen Zusammenschlusswesens. Sein Augenmerk lag dabei auf der rheinischen Industrie. Steinmann-Bucher gilt für die Zeit bis zum Ersten Weltkrieg nicht nur als journalistischer Berichterstatter, sondern als auch als politischer „Vordenker des schwerindustriellen Centralverbandes der Deutschen Industrie“. Außer Zeitungs- und Zeitschriftenbeiträge verfasste Steinmann-Bucher einige Monographien, in denen er politische Forderungen einer stärkeren Zusammenfassung der Kartelle zu einer kooperativen, nichtliberalen Wirtschaftsform entwickelte.

## Wissenschaftliche Vereinigungen
Steinmann-Bucher war langjähriger Geschäftsführer des Vereins für exakte Wirtschaftsforschung.

## Patriotische Orientierung
Um den Ersten Weltkrieg herum schrieb Steinmann-Bucher auch Pamphlete zu wehr- und außenpolitischen Themen.

## Persönliches
Steinmann-Bucher war verheiratet mit Emma Bucher aus Bozen (1854–1929) und hatte eine Tochter Clothildis Tila (1876–1945) sowie die Tochter Else († 1914), die erste Ehefrau des Bildhauers Walther Wolff war. Steinmann-Bucher starb mit 93 Jahren am 12. März 1942 an Herzinsuffizienz und wurde auf dem Südwestfriedhof Stahnsdorf beigesetzt.

## Veröffentlichungen
- Frankreich oder Deutschland? Eine zollpolitische Studie aus der Schweiz, zugleich ein Beitrag zum schweizerisch-französischen Handelsvertrag. Zürich 1879.
- Die Nährstände und ihre zukünftige Stellung im Staate. Ein Beitrag zur Reform der industriellen, kleingewerblichen und landwirthschaftlichen Interessenvertretung. Berlin 1886
- Wesen und Bedeutung der gewerblichen Kartelle. In: Jahrbuch für Gesetzgebung, Verwaltung und Volkswirtschaft im Deutschen Reich, 15 (1891), S. 451–514.
- Das Rheinisch-Westfälische Kohlensyndikat. In: Über wirtschaftliche Kartelle in Deutschland und im Auslande. Fünfzehn Schilderungen nebst einer Anzahl Statuten und Beilagen. Leipzig 1894, S. 213–236.
- Ausbau des Kartellwesens. Berlin 1902.
- Über Industriepolitik. Offenherzige Betrachtungen von Arnold Steinmann-Bucher. Berlin 1910.
- Das reiche Deutschland. Ein Wehrbeitrag. Berlin 1914.
- Wegweiser durch die deutsche Kriegswirtschaft. Systematisches Verzeichnis der deutschen amtlichen und privaten Kriegswirtschaftsorganisationen. Berlin-Halensee 1918.
- Sozialisierung. Mit Darstellung der Planwirtschaft auf 3 Tafeln. Berlin 1919.
- Völkerfriede? Den Franzosen zur Warnung. Berlin 1919.
- Der Imperativ der Ordnung. Dem berufsständischen Staat eine Wegbereitung durch ein halbes Jahrhundert. Berlin 1934.